# Arrigo Boito
Arrigo Boito (Pàdua, 24 de febrer de 1842 - Milà, 10 de juny de 1918) fou un escriptor, poeta, crític i compositor italià, conegut principalment pels seus llibrets d'òpera, considerats entre les màximes obres mestres del gènere. També conegut per la seua òpera Mefistofele.
Després de finalitzats els estudis elementals a Venècia, el 1853 comença al Conservatori de Milà els estudis de violí, piano i composició, essent alumne d'Alberto Mazzucato. Ben aviat va donar prova d'un esperit crític amb les convencions musicals i d'obertura vers les innovacions culturals del centre d'Europa amb la cantata Il quattro giugno (1860) i amb el misteri Le sorelle d'Italia (1861), dels quals va escriure en primer lloc el text poètic.
El 1861, en acabar d'aconseguir el diploma, obté una beca i, amb el seu condeixeble i amic fratern Franco Faccio, s'estableix a París. A la capital francesa coneix, entre d'altres, Rossini, Berlioz i Verdi. Per a aquest darrer va escriure els versos de l'Himne de les Nacions, encàrrec de l'Exposició Universal de Londres.
El 1862, va deixar París i viatjà a Polònia, pàtria de sa mare (una comtessa, morta el 1859). A Polònia va escriure el seu primer llibret, Amleto, versió del Hamlet de Shakespeare, per al compositor Faccio.
Tornat a Milà, començà una relació d'amistat amb Emilio Praga i es va adherir al moviment literari i artístic Scapigliatura (l'escabellament), de la qual és considerat unànimement un dels principals exponents. Aquest moviment es va desenvolupar després de la proclamació del Regne d'Itàlia (1861) sobretot en el nord, i en particular a Milà, capital del món editorial i del periodisme. Els scapigliati van adoptar posicions bastant crítiques front a la literatura i la cultura italianes del seu temps, admirant sobretot a autors estrangers com Baudelaire, Gautier, Heine, Hoffmann, Jean Paul i Poe: una predilecció que va determinar un positiu efecte d'obertura i reviscolament de la cultura literària italiana.
En aquest període va compondre diverses poesies, després recollides en bona part al Libro dei versi (Llibre de versos) (1877), i va publicar la que és considerada la seua obra més original, el poema Re Orso (Rei Ós) (1864), una faula inquietant i tenebrosa. Per altra banda va ser especialment actiu, col·laborant amb diverses publicacions milaneses, com a crític i recensor d'espectacles teatrals i musicals. En alguns articles, particularment en els publicats al Fígaro (revista fundada per ell mateix el 1864 i posteriorment dirigida) expressa els mateixos principis de reforma de l'òpera italiana, només aparentment semblants als de Wagner.
Després d'alguns anys de treball intens (interromputs només el 1866, quan amb Faccio es va unir al cos de voluntaris de Garibaldi amb ocasió de la Tercera Guerra d'Independència) el 1868 estrena al Teatre alla Scala l'òpera Mefistofele, que condensava l'argument complet del Faust de Goethe. L'estrena de Mefistofele, acusada de wagnerisme, va ser un clamorós fracàs; després de només dues representacions, i a causa dels desordres públics repetidament ocorreguts al teatre, hom va decidir interrompre les execucions.
Boito successivament revisa i redueix dràsticament la partitura (entre altres canvis, la part de Faust, originàriament per baríton, va ser reescrita per tenor). La nova versió, representada el 1875 al Teatro Comunale de Bolonya, va obtenir un gran èxit, tant a Itàlia com a la resta d'Europa. Mefistofele s'ha consolidat al repertori operístic i avui es representa sovint.
Desil·lusionat pel fracàs del primer Mefistofele, Boito es va dedicar principalment a la creació de llibrets, quasi sempre signats amb el pseudònim anagramàtic Tobia Gorrio. És especialment recordada La Gioconda per a Amilcare Ponchielli, Ero e Leandro escrit per posar-lo en música ell mateix el 1871, però després cedit a Giovanni Bottesini, Pier Luigi Farnese per a Costantino Palumbo, La falce per A Alfredo Catalani i Un tramonto per a Gaetano Coronaro.
Per a Giuseppe Verdi, amb el qual per altra banda havien sorgit greus divergències el 1863 a causa d'un pamflet ofensiu (Alla salute dell'Arte Italiana), va escriure Otello (1883) i Falstaff (1893), ambdós de Shakespeare, i va modificar substancialment Simon Boccanegra (1881). En el curs d'una duradora col·laboració, i malgrat les diferències, va nàixer entre els dos, a més d'una estima recíproca, una pregona i sincera amistat.
Del 1887 al 1898 Boito va tenir una intensa relació amb l'actriu Eleonora Duse, i per a ella va traduir els drames shakespearians Antoni i Cleopatra, Romeu i Julieta, i Macbeth.
Del 1890 al 1891 va ser director honorari del Conservatori de Parma. El 1893 se li va concedir el doctorat honoris causa a Cambridge, e el 1912 va ser nomenat senador.
Des de la joventut i durant tota la seua vida va treballar a la composició de l'òpera il Nerone, gran fresc històric en cinc actes amb un caràcter marcadament decadent; el 1901, publicà el text (que va ser un vertader èxit editorial), però - vençut pels dubtes i per l'autocrítica - no reeixí a completar-ne la partitura, malgrat la supressió del cinquè acte complet. Morí el 1918, per angina de pit, i va ser soterrat al Cementeri monumental de Milà.
Il Nerone, completament musicat però no pas enterament instrumentat, va ser de seguida completat en l'orquestració per Arturo Toscanini, Antonio Smareglia i Vincenzo Tommasini, els quals van intentar respectar les indicacions i anotacions que Boito havia deixat. Entre una expectativa sense parangó (el públic esperava l'òpera des de feia decennis), la tragèdia fou estrenada a la Scala l'1 de maig de 1924 amb gran èxit. No obstant l'èxit inicial, la segona òpera de Boito no s'ha mantingut al repertori.